# Золотые монеты Петра III
Золотые монеты Петра III — монеты Российской империи, отчеканенные из золота на Санкт-Петербургском монетном дворе в 1762 году во время правления императора Петра III. Существовало 3 номинала золотых монет: десять рублей (в ходу также было наименование «империал»), пять рублей («полуимпериал») и червонец, который использовался исключительно в международной торговле.

## История
При Петре III сохранились стопа и оформление золотых монет, принятое при правлении Елизаветы Петровны. За недолгое нахождение императора у власти (186 дней) были отчеканены золотые монеты трёх номиналов: 5 рублей, 10 рублей и червонец.
После свержения мужа Екатерина II повелела перечеканить все монеты с портретом Петра III в монеты того же номинала, но со своим именем и портретом. Поэтому в настоящее время золотые монеты Петра III считаются одними из самых дорогих времён Российской империи. Всего было отчеканено сравнительно небольшое количество монет: 9482 пятирублёвых, 25 876 десятирублёвых и 10 042 червонца.

## Описание
На всех золотых монетах Петра III на аверсе изображён правый погрудный профиль императора. Под портретом — надпись «СПБ», означающая, что монета отчеканена на Санкт-Петербургском монетном дворе. По кругу монет в 5 и 10 рублей — надпись «ПЕТРЪ•III•Б•М•IМП•IСАМОДЕРЖ•ВСЕРОС», на червонце — «ПЕТРЪ•III•Б•М•IМПЕРАТОРЪ•».
На реверсах пяти- и десятирублёвых монет располагается крестообразная композиция, составленная из гербов Московского, Казанского, Сибирского и Астраханского царств с расположенным в центре гербом Российской империи. На реверсе червонца изображён Герб Российской империи — двуглавый орёл, который в своих лапах сжимает скипетр и державу, а на его груди размещён овальный щит с гербом Москвы.